# Frank Brown
Frank Thomas  Brown é o mais famoso parapentista brasileiro.
Em 2013, ele se tornou onze vezes campeão  brasileiro de Parapente. Ele também já foi vice-campeão mundial da categoria, que é a melhor posição já conquistada por um brasileiro.

## Principais títulos e resultados
- Decacampeão brasileiro
- 2000 - Campeão pan-americano
- 2001-02-03 - Tricampeão do Open Internacional de distância livre (X-Ceará)
- 2003 - Vice-campeão Copa do Mundo
- 2004 - Campeão do pré-mundial
- 2004 - Terceiro lugar no circuito mundial (PWC)
- 2005 - Terceiro lugar no ranking mundial
- 2005 - Quinto lugar no circuito mundial (PWC)

### Recordes
- Recordista Pan Americano de distância livre (340 Km)
- 2007 - O recorde mundial de distância percorridos entre o ponto de partida e de chegada foi obtido em 14/11/2007 por 3 brasileiros (Frank Brown, Rafael Saladini e Marcelo Prieto) percorrendo 461,8 Km após decolarem da cidade de Quixadá no Ceará e pousarem no Maranhão.[6]
- 2015 - O recorde mundial de distância percorridos entre o ponto de partida e de chegada foi obtido em 09/10/2015 por 3 brasileiros (Frank Brown, Marcelo Prieto e Donizete Lemos) percorrendo 513 Km após decolarem da cidade de Tacima na Paraíba e pousarem em Monsenhor Tabosa, no Ceará.[7][8]

## Filmografia
- 2009 - Participação no documentário Ciclos, que conta a história do recorde mundial,[9] e que premiado na Mostra Internacional de Filmes de Montanha como melhor filme pelo júri popular e pelo júri oficial.[10]